# جيون هاي بن
جون هاي بن ( من مواليد 27 سبتمبر 1983) ، والمعروفة أيضًا باسم بين، هي ممثلة ومغنية وعارضة أزياء كورية جنوبية.  في عام 2002 ، بدأت حياتها المهنية كمغنية لفرقة لوف للفتيات قصيرة العمر والمكونة من ثلاثة أعضاء.

## فيلموغرافيا

### مسلسلات تلفزيونية
- أنا والملك (2007)
- مسلح جوسون (2014)
- تحيى أو تموت (2019)
- النفوذ (2019)
- الأخوات كوانغ (2021)
- محامون تحت التدريب (2025)

### فيلم
| سنة  | لقب                | دور         | ملاحظات  |
| ---- | ------------------ | ----------- | -------- |
| 2004 | صديق ميت           | إيون سيو    |          |
| 2005 | ويت دريمز 2        | بارك سو يون |          |
| 2016 | معك أو بدونك       | يو يون أنا  |          |
| 2016 | أسطورة حورية البحر | يونغ جو     |          |
| 2016 | مفتاح الحظ         | هاي بن      | ظهور خاص |
| 2019 | ابتهج يا سيد لي    | إيون هي     |          |

## روابط خارجية
- جيون هاي بن على موقع IMDb (الإنجليزية)
- جيون هاي بن على موقع روتن توميتوز (الإنجليزية)
- جيون هاي بن على موقع أول موفي (الإنجليزية)
- جيون هاي بن على موقع أول ميوزيك (الإنجليزية)
- جيون هاي بن على موقع قاعدة بيانات الفيلم (الإنجليزية)